# Російська греко-католицька церква
Росі́йська гре́ко-католи́цька це́рква (рос. Российская греко-католическая церковь; лат. Ecclesiae Graecae Catholico Russica), яку іноді називають, посилаючись на її візантійський обряд, Росі́йською візанті́йською католи́цькою це́рквою (рос. Российская византийская католическая церковь; лат. Byzantinum Ecclesia Catholico Russica), також Росі́йська католи́цька це́рква (рос. Российская католическая церковь; лат. Ecclesiae Catholico Russica) — східно-католицька юрисдикція sui juris, яка знаходиться в повному євхаристійному спілкуванні з Латинською церквою, так і з 22 іншими східно-католицькими церквами, утворюючи разом Католицьку церкву. Заснована у 1917 р. церква складається з християн, що знаходяться в сопричасті з апостольським Святим Престолом у Ватикані, і зберігають богослужбову візантійську традицію й обряд, використовуючи російську мову і юліанський календар.
Історично російські католики мали власну єпископську ієрархію в Російському католицькому апостольському екзархаті Росії та Російсько-католицькому апостольському екзархаті в Харбіні, Китай. Однак на сьогодні в них немає єпископів. Їх нечисленні парафії обслуговують священики, висвячені в інших східно-католицьких церквах. У даний час Російську греко-католицьку церкву очолює єпископ Йозеф Верт як рядовий.

## Історія

### XIX століття

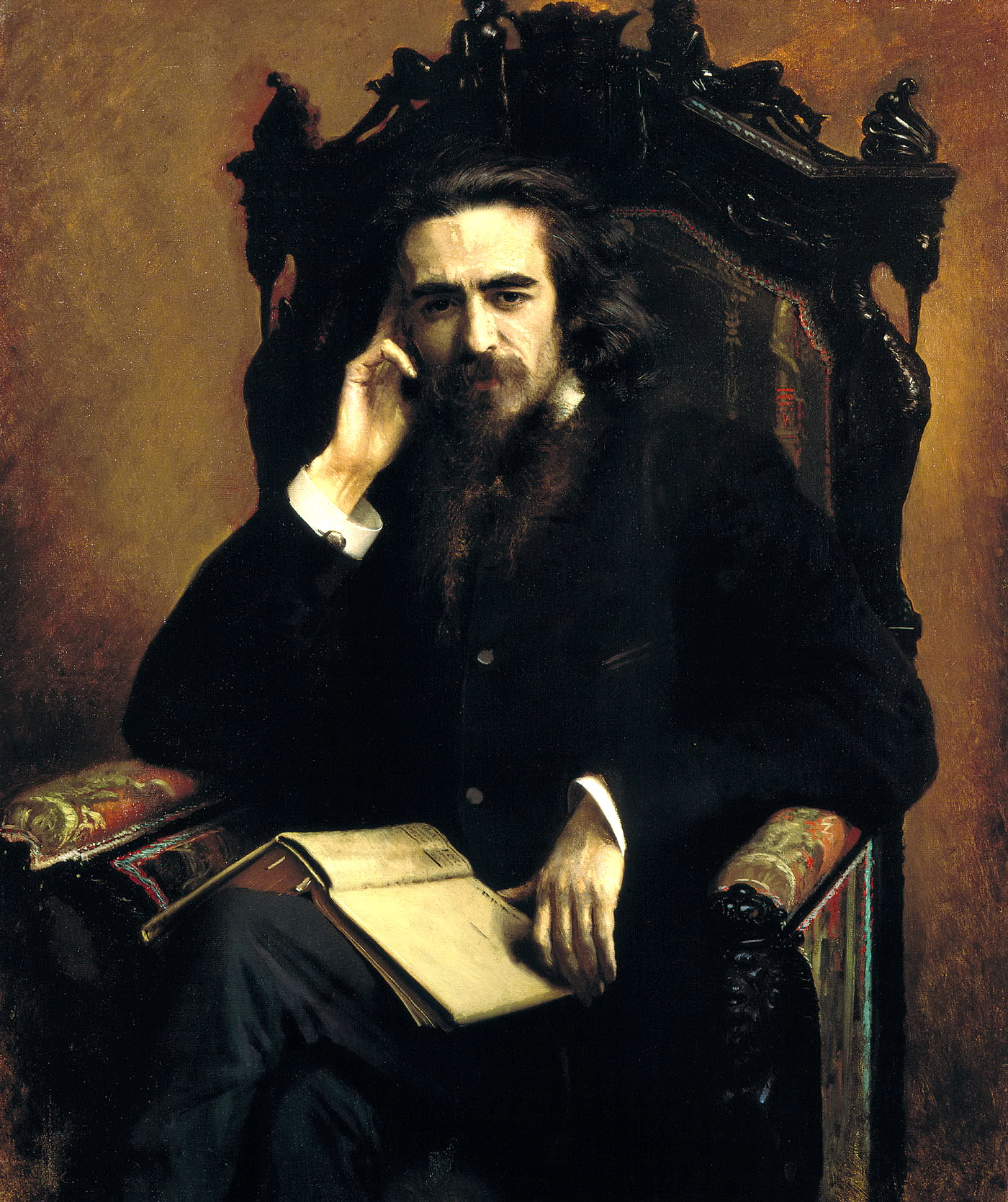
Філософія Володимира Соловйова мала значний вплив на оформлення Російської греко-католицької церкви як окремої релігійної спільноти в Росії

Сучасна Російська католицька церква багато в чому зобов'язана підтримці, ідеям і творчості поета та філософа Володимира Сергійовича Соловйова (1853—1900), який наполягав подібно до італійця Данте, що, подібно до того, як Всесвіту (Universum) потрібен цар як всесвітній (універсальний) монарх, Церкві потрібен Папа Римський як всесвітній і загальноцерковний Пастир.
Слідуючи вченню Соловйова, російський православний священик Микола Толстой вступив у повне спілкування з Римським Престолом при Мелкітському греко-католицькому Антіохійському патріархаті візантійського обряду. Соловйов прийняв таїнство Крайнього Поклоніння від Отця Толстого, стверджуючи при цьому що роблячи це він залишається також вірним членом РПЦ. Прихильники і пастирі РПЦ нерідко називають Толстого відступником і «колишнім священиком», вважаючи при цьому, що Соловйов помер хоч і грішником, але все ж таки православним християнином, людиною РПЦ не чужою, враховуючи в т.ч. його хрещення. Часом також пригадують, що Соловйов ніколи особливо не протиставляв себе РПЦ ради церковної унії зі Святим Престолом, тут можна також згадати, що до цього дня багато російських римокатоликів визначають себе прихильниками «Російської Православної Церкви у спілкуванні з Римом».

### 1908-1932 роки

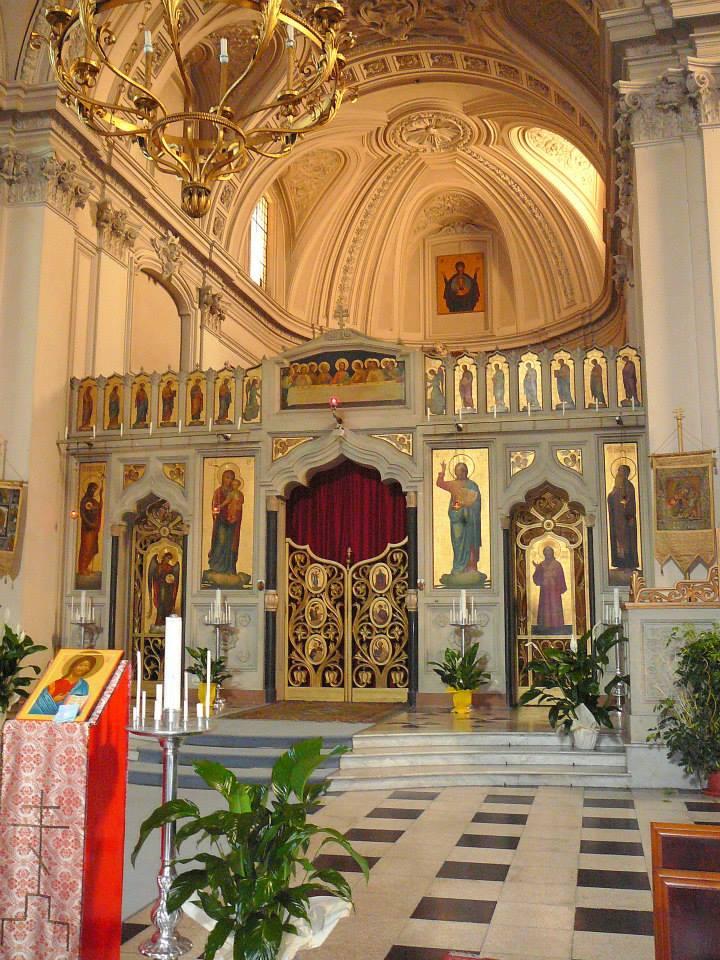
Церква св. Антонія при Русікум в Римі, центр Російського апостоляту

Католицизм візантійського обряду був незаконним у царській Російській імперії протягом 1800-х років і до 1905 року, коли цар Микола II видав указ про релігійну терпимість. Потім з'явилися та організувались громади греко-католиків. У перші роки руху старообрядці були помітними.

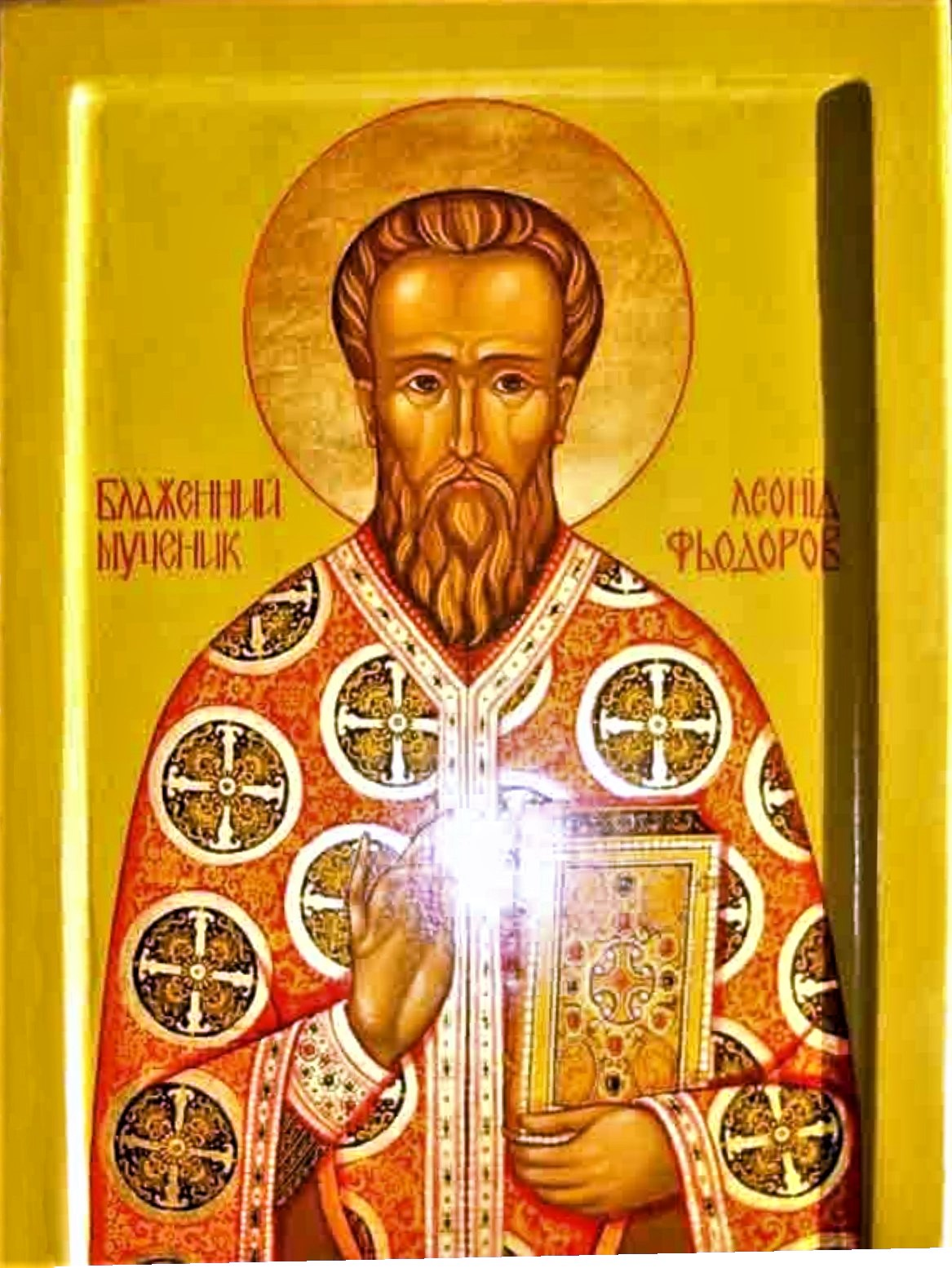
Ікона Леоніда Федорова в монастирі єзуїтів в Новосибірську

У травні 1908 року кардинал Гаспарі іменем Папи Римського призначив о. Олексія главою місії російських католиків східного обряду. У документі, датованому 22 травня 1908 року і написаному латинською мовою, Папа Пій X наказував громаді «з усякою строгістю дотримуватися греко-слов'янський обряд в його чистоті, не допускаючи ні найменшого змішання з латинським або будь-яким іншим обрядом». Під церква було вирішено віддати мансарду за адресою Полозова вулиця, будинок 12, що належала одній з парафіянок.
27 липня 1909 року місія російських католиків було довірено батькові Жану Буа, а в березні 1911 року російські католики були переведені під юрисдикцію Могильовського архієпископа Ключинського. Після цього Департамент духовних справ іноземних віросповідань Міністерства внутрішніх справ в липні 1912 років через архієпископа Ключинського передав отцю Івану Дейбнеру папір, яка допускає існування Російської Католицької Церкви і призначають батька Дейбнера її настоятелем. Йому дозволялося заводити метричні книги для запису народжень, хрещень, вінчань, відправ.
Було вирішено шукати нове приміщення для церкви, так як в старому ставало тісно, та до того ж стала протікати дах. У вересні 1912 р знайшли кілька кімнат з окремим входом на другому поверсі будинку 48/2 по Бармалеева вулиці. Церква Святого Духа відкрили в цьому приміщенні 30 вересня 1912 У 1913 році о. Іван почав видавати журнал «Слово Істини», де публікувалися статті і католиків, і православних, який виходив до 1918 року.
23 лютого 1913 року в церкву Святого Духа разом з нарядом поліції увійшов вікарний єпископ Санкт-Петербурзької православної єпархії Никандр. Він перервав службу, сказав присутнім, що їх обманюють, і проголосив анафему тим, хто не вийде разом з ним. Але ніхто не вийшов, і о. Іван Дейбнер спокійно продовжив службу.
6 березня 1913 року церква Святого Духа закрили і опечатали. Отець Олексій перебрався служити в каплицю при соборі св. Катерини на Невському проспекті. Проте, служби в церкві Святого Духа продовжували таємно відбуватися, так як крім опечатаного входу в неї був також вхід з сусідньої квартири, де жив о. Іван. Зазвичай двері була заставлена шафою, тому поліція її не помітила. На Великдень 1914 року служби були здійснені в опечатаних квартирі з завішеними килимами вікнами і дверима.

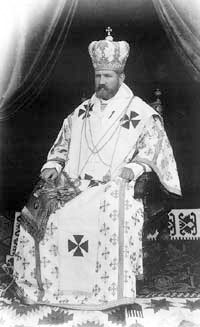
Митрополит Андрей Шептицький був дуже зацікавлений у розвитку Російської греко-католицької церкви

У 1917 році митрополит Андрей Шептицький призначив першим Апостольським екзархатом для російських католиків екзархом високопреосвященнішого Леоніда Федорова, раніше російського православного семінариста. Однак незабаром настала Жовтнева революція, яка розпорошила католиків російського обряду по сибірських таборах і центрах російської діаспори по всьому світу. 
Навесні 1923 року екзарх Леонід Федоров був притягнутий до кримінальної відповідальности за контрреволюцію Миколою Криленком і засуджений до десяти років у радянському концтаборі на Соловках. Звільнений у 1932 році, він помер через три роки. 
Він був визнаним блаженним у 2001 році Папою Іваном Павлом ІІ.
У 1928 р. було створено другий Апостольський екзархат для російських католиків у Китаї, який базувався в Харбіні, російському католицькому апостольському екзархаті в Харбіні.
У ході гонінь на католиків в СРСР російський екзархат фактично був знищений, що залишилися громади припинили існування, а після легалізації Латинської церкви в Росії кілька громад українських греко-католиків, депортованих після Великої Вітчизняної війни в Кузбас, були легалізовані і адміністративно підпорядковані латинської Апостольської адміністратурі в Новосибірську. В офіційних документах Святого Престолу греко-католики до 2004 року не згадувалися. Згідно з даними «Папської щорічника», на території Російської Федерації взагалі немає католиків візантійського обряду.

### Після розпаду СРСР (з 1991 року)

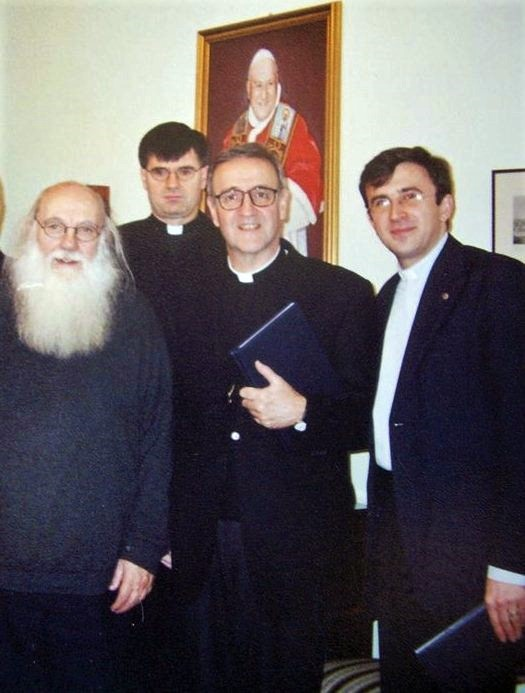
Йосип де Вольф на прийомі у архієпископа Антоніо Менніні, Апостольська нунціатура в Москві, 2004

У 1991 році в Українську греко-католицьку церкву було прийнято колишнього священика РПЦ Андрія Удовенка, який заснував громаду, що збиралася в одній зі шкіл Москви. Поступово він був визнаний латинською католицькою владою в Москві.
На початку 1990-х років кілька кандидатів з українських громад Кузбасу вирушили на навчання в монастирі і семінарії Української греко-католицької церкви в Галичину.
У 1989 році в Москві діяв священник-бірітуаліст Стефано Капріо, у якого було кілька послідовників.
У 1993 році перші три громади греко-католицької церкви зареєстрував на території Москви московський громадський діяч українського походження Гуменюк Віктор Миколайович.. 
У 1994 році на запрошення латинського католицького декана Йосипа Свидницького в Омську область приїхав російський греко-католицький місіонер Сергій Голованов, який у 1997 році був легалізований в якості вікарія латинської католицької парафії. На базі латинської католицької парафії в с. Саргатське був створений приділ візантійського обряду, духовна бібліотека і іконописна майстерня.
У 1997—2003 р російські католики візантійського обряду посилали петиції до Ватикану з проханням призначити екзарха.
Після розпаду Радянського Союзу деякі російські католики почали з'являтися на відкритому просторі. У липні 2003 року в Москві відбулася зустріч настоятеля руської парафії в Нью-Йорку о. Хуана Солес зі священиками і активістами з метою подачі колективної петиції до Ватикану. У статті 2005 року російський католицький священик Сергій Голованов заявив, що троє російських католицьких священиків служили на російській землі, звершуючи російську візантійську божественну літургію. Двоє з них використовували відступ від російської літургії, реформований Патріархом Московським у 1666 р. Другий священик використовував середньовічний обряд старообрядців, тобто, оскільки російський літургійний прийом існував до реформ російського патріарха Никона Літургія. Усі східні католики Російської Федерації суворо дотримуються вживання церковнослов'янської мови, хоча народні літургії частіше зустрічаються в російській діаспорі. Разом з тим російські греко-католики переживають нелегкі часи. На сьогоднішній день вони не мають своєї ієрархії, що утруднює церковну діяльність і спілкування між вірними. Екзархат Російської Греко-Католицької Церкви канонічно існує, але кафедра екзарха удовує.
У 2004 році почався рух російських греко-католиків за відродження повноцінного церковного життя. У серпні відбулися збори частини духовенства в Саргатському Омської області, яка отримала назву «Саргатський собор». Однак його рішення — зокрема, прийняття, згідно з церковним правом, протопресвітером Сергієм Головановим тимчасового управління екзархатом на себе — не були визнані ні латинської ієрархією в Росії, ні Римською курією. У той же час офіційних санкцій проти учасників зборів застосовано не було, тобто порушення церковного канонічного права їм не інкримінувалося.

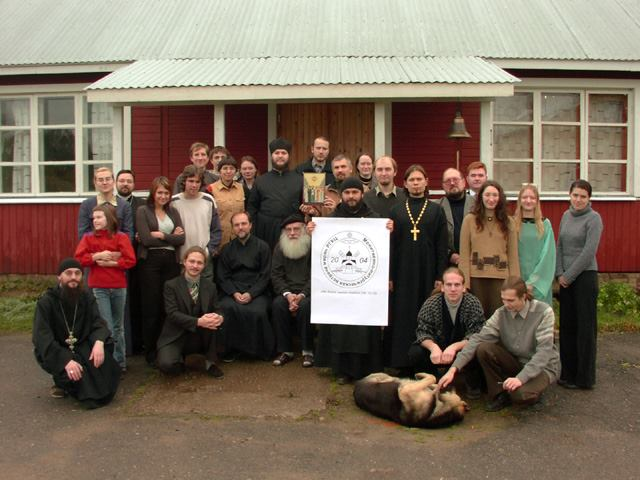
Зустріч російських католиків візантійського обряду, організована Йосипом Де Вольфом в 2004

У листопаді 2004 року завдяки допомозі Йосипа-Марії де Вольф (1933—2005), голови Братства Кирила і Мефодія (Кельн), під Санкт-Петербургом відбулася триденна зустріч духовенства і мирян Російської греко-католицької церкви — перший з'їзд католицьких мирян візантійського обряду Росії з 1917 року. Тимчасово керуючий екзархатом протопресвітер Сергій Голованов направив учасникам зустрічі мирян вітальне послання, закликаючи віруючих посилено молитися і свідчити про можливість єдності християн.
Відгукуючись на активізацію церковного життя і міцніє усвідомлення російськими греко-католиками себе як єдиної спільноти, 20 грудня 2004 року Конгрегацією у справах східних церков з благословення Папи Івана Павла II ординарієм для громад католиків візантійського обряду на території Російської Федерації був призначений єпископ Йосиф Верт, який прийняв у лютому 2005 року справи від о. Сергія Голованова.
На 2009 рік налічується понад 30 громад, розсіяних в усьому світі, з них в Російській Федерації — 18 (в Москві — 4, по одній в Обнінську Калузької області, Санкт-Петербурзі, Новосибірську, Томську, Челябінську, Копейске Челябінської області, Омську, саргатского Омської області, Мегионе Тюменської області, Сургуті і Нижньовартовську ХМАО, Прокопівську і Новокузнецьку Кемеровської області).
Відомим діячем РГКЦ став блогер і карикатурист Міронов Костянтин Геннадійович, у чернецтві Кирило (1978 року народження, мешканець Санкт-Петербургу, священнослужитель католицької парафії візантійського обряду в м. Санкт-Петербург з 2006 року); останній виголошував антипутінські проповіді; у 2022 році виїхав з Росії в Італію. Був відомий, як праволіберальний активіст, займався неоднозначними та суперечливими акціями в середовищі російської ліберальної опозиції.
Богослужіння в громадах католиків візантійського обряду на території Російської Федерації в даний час ведуться церковнослов'янською, українською та російською мовами, використовується юліанський календар.

#### В еміграції
В еміграції традиції Російської католицької церкви продовжив Російський апостолят. У 1936 році для потреб російських католиків східного обряду в еміграції був призначений єпископ Олександр Еврєїнов (помер в 1959 році), його замінив єпископ Андрій Катков, який помер у вересні 1996 року (в останні роки свого життя перебував на спокої), його змінив протопресвітер Георгій Рошко.

## Структура

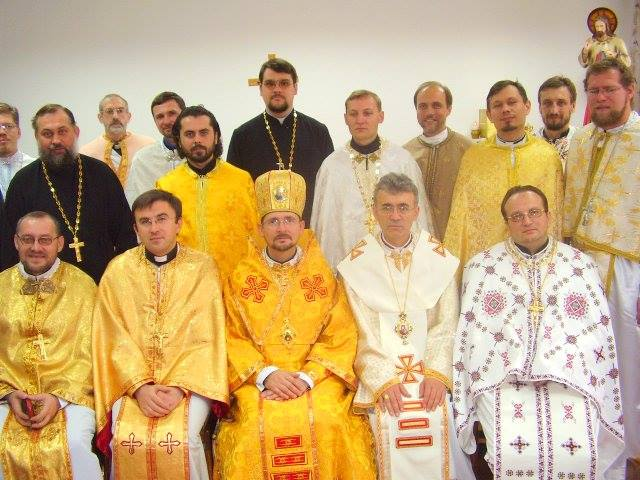
Пастирська зустріч духовенства візантійського обряду, службовця в Росії, Санкт-Петербург, 2006

З огляду на релігійну свободу після падіння комунізму, невелика кількість російських католиків закликала призначити екзарха на давно існуючу вакансію. 
Російська православна церква намагалася категорично заперечувати проти цього кроку, через що Святий Престол не діяв з екуменічних занепокоєнь. 
Однак у 2004 році влада Ватикану була змушена, коли скликання російських католицьких священиків на території вакантного екзархату використало свої права, передбачені канонічним правом, для вибору отця Сергія Голованова тимчасовим адміністратором. 
Потім Ватикан швидко передумав, замінивши отця Сергія єпископом Йозефом Вертом, апостольським адміністратором Латинської церкви в Сибіру, який базується в Новосибірську. 
Він був призначений Папою Іваном Павлом ІІ Ординарієм для всіх східних католиків Російської Федерації. 
Станом на 2010 рік в Сибіру зареєстровано п'ять парафій у цивільних органах влади, тоді як у Москві дві парафії та душпастирський центр працюють без офіційної реєстрації. Також є громади в Санкт-Петербурзі та Обнінську. 
До 2018 року надходили повідомлення про 13 парафій та п'ять душпастирських пунктів в Сибіру, сім парафій та три душпастирські пункти в європейській Росії. Деякі парафії обслуговують українську громаду. Ординаріат має мінімальну структуру. 
Візантійський католицький протоієрей служить секретарем ординарію. Є координатор священиків для парафій в Сибіру, а також літургійна комісія та катехитична комісія.
У 1997–2008 роках існувала община святих Петра і Павла за адресою: Москва, вул. Большая Серпуховская, дом № 34/36. Заснувала родина Смирнових, а настоятелем став білоруський священик Радослав Зенкович.
За межами Росії є російські католицькі парафії та релігійні громади в Сан-Франциско, Нью-Йорку, Ель-Сегундо, Денвері, Мельбурні, Буенос-Айресі, Дубліні, Медоні, Парижі, Чеветонні, Ліоні, Мюнхені, Римі, Мілані та Сінгапурі. Усі вони перебувають під юрисдикцією відповідних місцевих єпископів римського обряду. Громади в Денвері, Дубліні та Сінгапурі не мають російського національного характеру, але існують для місцевих католиків, які бажають проводити богослужіння в російсько-візантійському стилі.
Станом на 2014 рік, два екзархати Росії та Харбін досі перераховані в Annuario Pontificio як дійшли до наших днів, але вони ще не відновлені, а також не призначені нові єпископи російського обряду, щоб очолити їх.
- 1997—2004 Протопресвітер Сергій Голованов
- 2004 — Теперішній єпископ Джозеф Верт (тимчасовий)